# Türkischer Tee

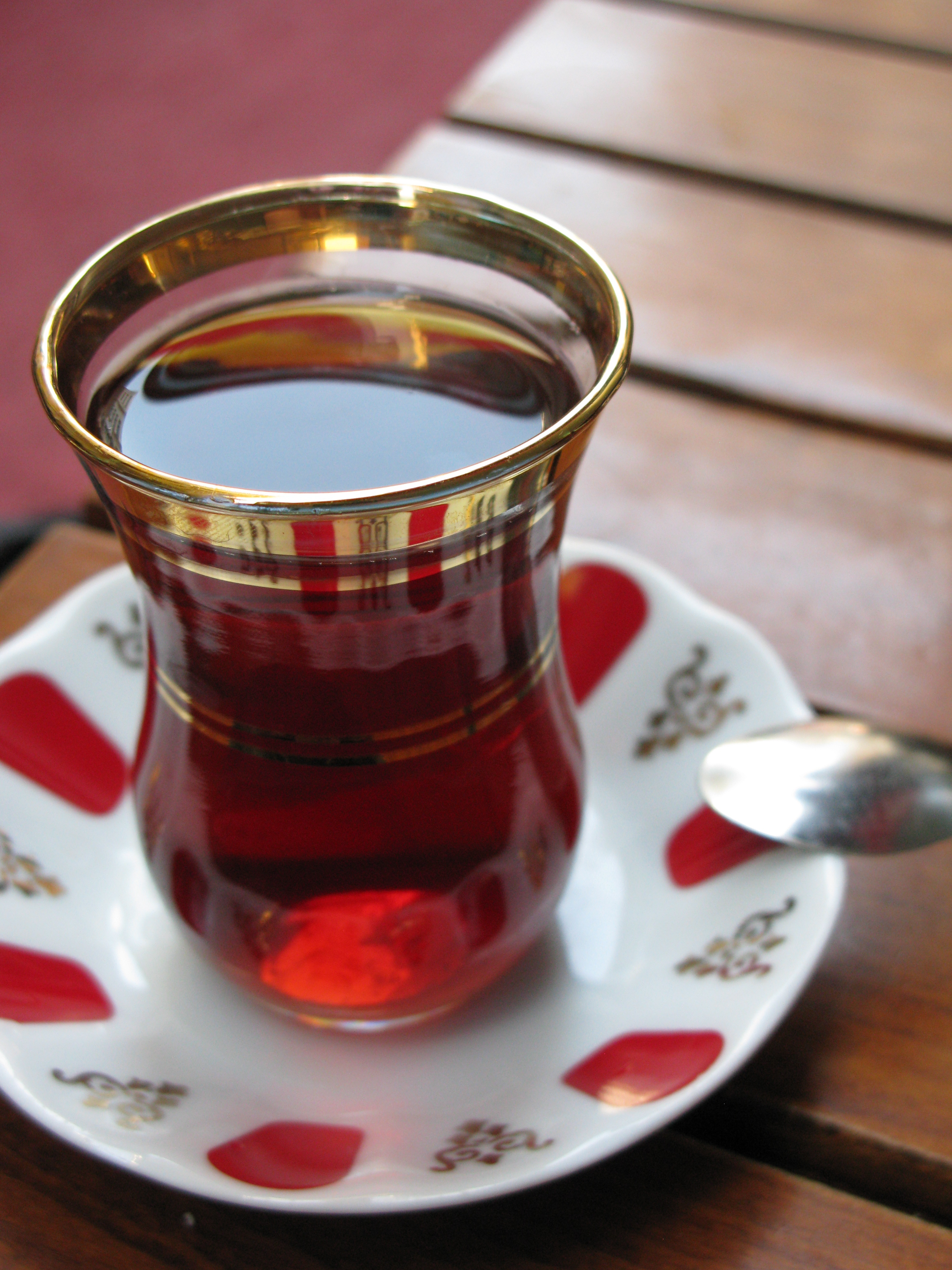
Türkischer Tee, serviert in einem typischen Glas auf einem kleinen Untersetzer.

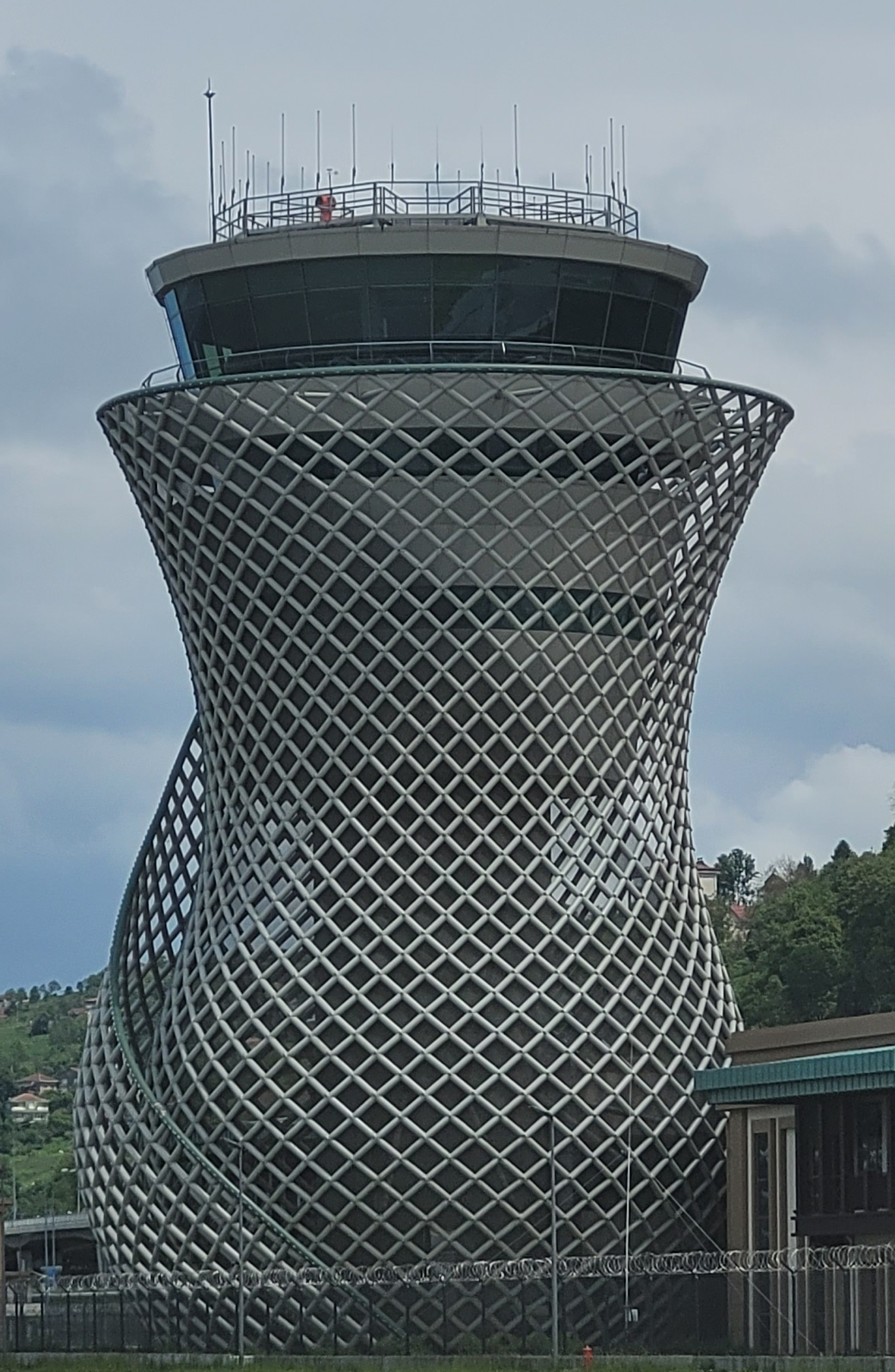

Türkischer Tee (türkisch çay ausgesprochen [t͡ʃaj], von Chinesisch 茶 (chá)) ist eine Teeart, die hauptsächlich in der Türkei und der türkischen Diaspora sowie in Nord-Zypern und einigen Balkanländern getrunken wird.
Çay wurde 2022 auf Antrag Afghanistans und der Türkei in die UNESCO-Liste des immateriellen Kulturerbes der Menschheit aufgenommen.

## Anbau und Zubereitung
Türkischer Tee, genannt Çay, ist Rize-Tee, eine Variante aus schwarzem Tee, der ohne Milch getrunken wird. Er wird an der östlichen Schwarzmeerküste, die ein mildes Klima mit hohem Niederschlag und einen fruchtbaren Boden hat, produziert. Türkischer Tee wird in der Regel unter Verwendung von zwei übereinander gestapelten Kannen, genannt Çaydanlık, vorbereitet, der speziell für die Teezubereitung entwickelt wurde. Wasser wird in dem größeren unteren Kessel zum Kochen gebracht und oben die kleinere obere Kanne mit mehreren Löffeln Teeblättern gefüllt; dann wird ein kleinerer Teil des Wassers verwendet, um den Tee aufzugießen (infundieren) und ziehen zu lassen, um einen sehr starken Tee zu erhalten. Wenn der Tee serviert wird, wird das übrige Wasser benutzt, um den Tee auf einer individuellen Basis zu verdünnen, so dass jeder Teetrinker zwischen stark (türkisch: koyu; literarisch „dunkel“, tavşan kanı, wörtlich: Kaninchenblut – einem tiefen Braunrot) oder schwach (von hellerem Braunrot – açık; wörtlich „hell“) wählen kann. Der Tee wird, nach Geschmack mit Würfelzucker gesüßt, aus kleinen Gläsern getrunken, um ihn heiß zu genießen und seine Farbe zu zeigen.

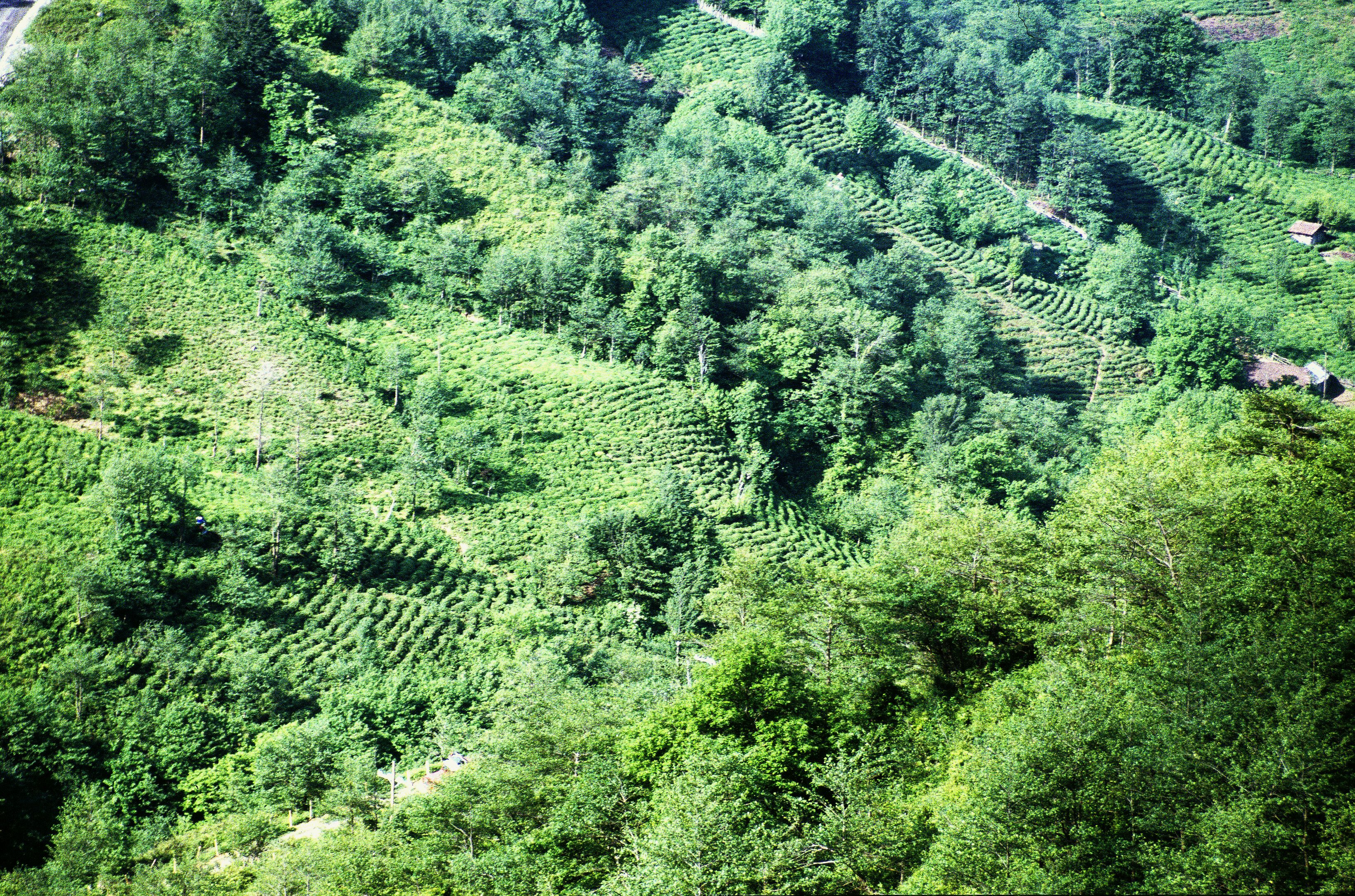
Teeplantagen im Pontischen Gebirge

Im Jahr 2004 produzierte die Türkei 205.500 Tonnen Tee (6,4 % der gesamten Teeproduktion in der Welt), das machte sie zu einem der größten Teemärkte der Welt. 120.000 Tonnen werden in der Türkei verbraucht. Der Rest wird exportiert. Darüber hinaus hatte die Türkei im Jahr 2004 mit 2,5 kg pro Person den höchsten Teeverbrauch der Welt, gefolgt vom Vereinigten Königreich (2,1 kg pro Person). Tee wird vor allem an der Schwarzmeerküste in der Provinz Rize angebaut.

## Hintergrund
Tee ist ein wichtiger Bestandteil der türkischen Kultur und trotz der langen Geschichte des Kaffeeverbrauchs des Landes das am häufigsten konsumierte Heißgetränk. Den Gästen Tee anzubieten, ist Teil der türkischen Gastfreundschaft. Tee wird am häufigsten in Haushalten, Geschäften und vor allem im Teehaus, einem sozialen Treffpunkt der Männer, getrunken. Tee wurde erst am Anfang des 20. Jahrhunderts das am häufigsten konsumierte Getränk in der Türkei. Er wurde anfangs als Alternative zu Kaffee betrachtet, der nach dem Ersten Weltkrieg teuer und manchmal nicht zu bekommen war. Nach dem Verlust der Kaffeeanbaugebiete (Jemen) infolge des Zerfalls des Osmanischen Reiches wurde Kaffee ein teurer Importartikel. Auf Initiative des Gründers der Republik, Atatürk, wandten sich die Türken mehr dem Tee zu, der leicht und nachhaltig aus inländischen Quellen erhältlich war. Türkischer Tee wird traditionell in kleinen tulpenförmigen Gläsern angeboten, die man normalerweise am Rand festhält, um die Fingerspitzen vor der Hitze zu schützen, da der Tee kochend heiß serviert wird.

## Türkische Kräutertees
In der Türkei werden Kräutertees normalerweise als pflanzliche Medikamente verwendet. Diese sind bei ausländischen Touristen sehr beliebt. Apfel (elma çayı), Hagebutten und Lindenblüten (ıhlamur çayı), zählen zu den am meisten getrunkenen Geschmacksrichtungen. Salbeitee (ada çayı, wörtlich „Inseltee“) ist in der Küstenregion des Mittelmeeres am beliebtesten. Die für die Behandlung der meisten Gebrechen bestimmten Kräutertees kann man in der Türkei in örtlichen Kräuterläden, den sogenannten Aktar (Krämern), bekommen. Getrocknete Kräuterblätter, Blüten, Triebe usw. werden als lose Blätter verkauft, je nach Bedarf und Geschmack des Kunden.

## Galerie

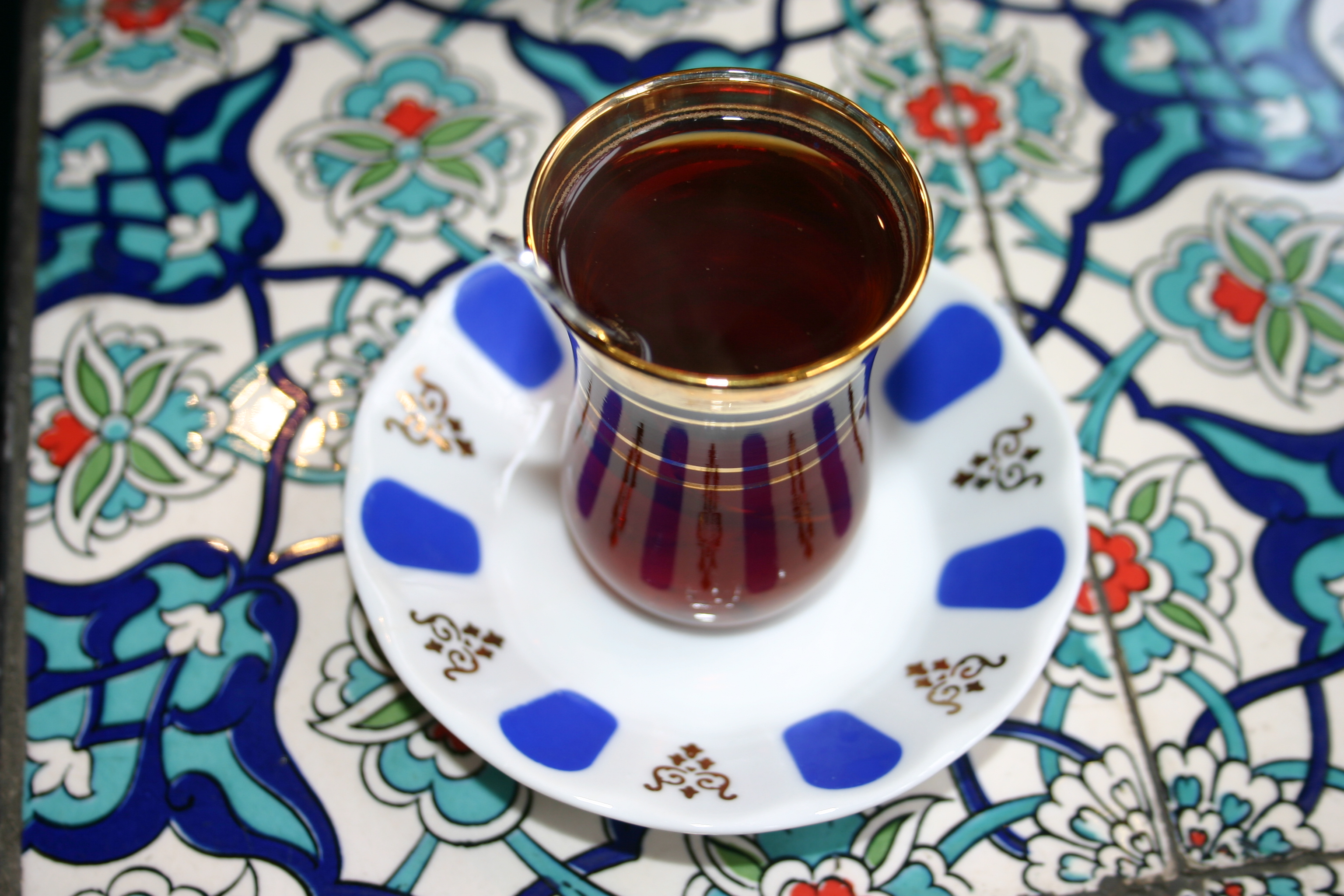
Türkischer Tee
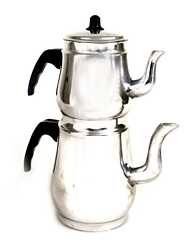
Çaydanlık. Ein einzigartiges Gerät der türkischen Küche.
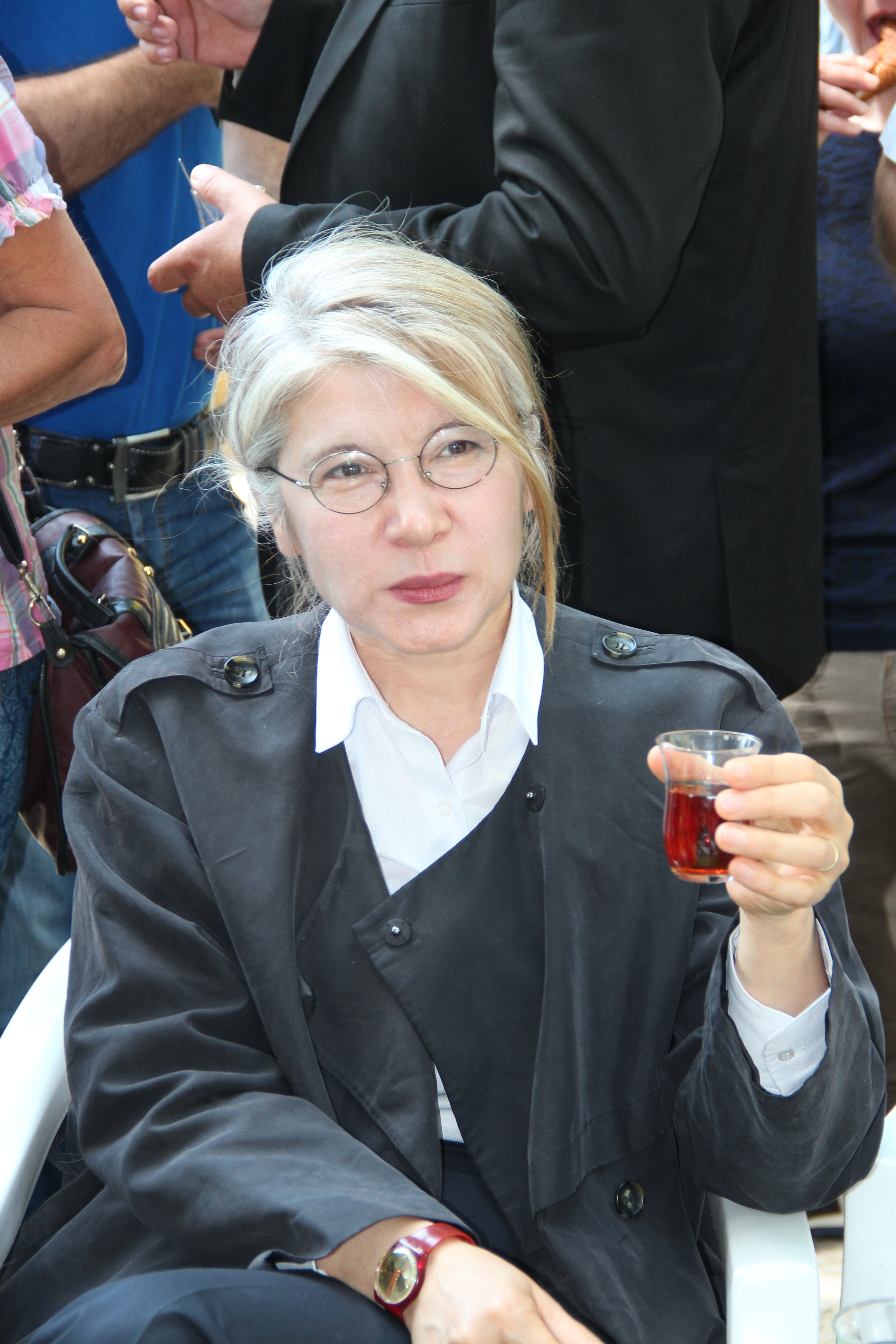
Das ehemalige türkische Parlamentsmitglied Emine Ülker Tarhan trinkt türkischen Tee.
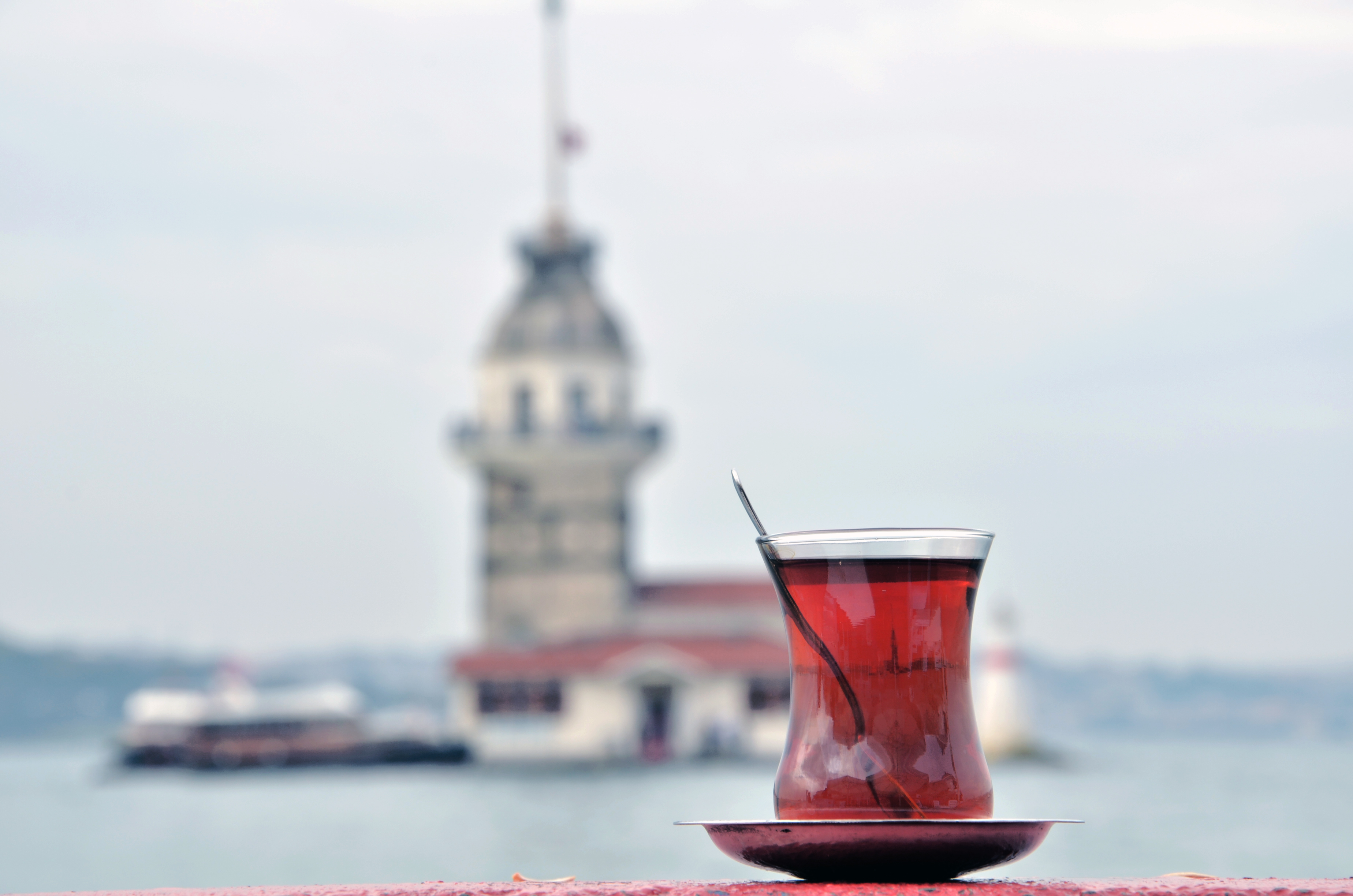
Tee vor dem Leanderturm